# Дещи Къпчак
Дещи Къпчак (Дешт-и Кипчак, на персийски: دشت قپچاق, „Кипчакска степ“) е историческа област в Евразия, обхващаща степните области от долното течение на Дунав до Аралско море и езерото Балхаш.
Наименованието Дещи Къпчак започва да се използва в ирански източници от XI век и се отнася за областите под контрола на куманите, наричани също къпчаци. В руски източници тази област се нарича Половецка степ, а в западноевропейски – Кумания.
През XIII век куманите са подчинени от Монголската империя, но името Дещи Къпчак продължава да се използва като географско понятие, а след това и като синоним на образуваната в западните части на империята Златна орда.